# Neja Dvornik
Neja Dvornik (ur. 6 stycznia 2001 w Slovenj Gradec) – słoweńska narciarka alpejska, dwukrotna medalistka mistrzostw świata juniorów.

## Kariera
Po raz pierwszy na arenie międzynarodowej pojawiła się 7 sierpnia 2017 roku w Coronet Peak, gdzie w zawodach krajowych zajęła piąte miejsce w gigancie. W 2020 roku wzięła udział w mistrzostwach świata juniorów w Narwiku, zdobywając srebrny medal w gigancie. Ponadto podczas mistrzostw świata juniorów w Bansku rok później wywalczyła brązowy medal w tej samej konkurencji.
W Pucharze Świata zadebiutowała 29 grudnia 2017 roku w Lienzu, gdzie nie zakwalifikowała się do pierwszego przejazdu w gigancie. Pierwsze punkty zdobyła 21 listopada 2020 roku w Levi, zajmując 28. miejsce w slalomie.
Wystąpiła na igrzyskach olimpijskich w Pekinie w 2022 roku, gdzie nie ukończyła rywalizacji w slalomie. Zajęła też między innymi 21. miejsce w gigancie podczas mistrzostw świata w Cortina d’Ampezzo w 2021 roku.

## Osiągnięcia

### Igrzyska olimpijskie
| Miejsce | Dzień    | Rok  | Miejscowość | Konkurencja | Czas biegu | Strata | Zwyciężczyni |
| ------- | -------- | ---- | ----------- | ----------- | ---------- | ------ | ------------ |
| DNF1    | 9 lutego | 2022 | Pekin       | Slalom      | 1:44,98    | -      | Petra Vlhová |

### Mistrzostwa świata
| Miejsce | Dzień     | Rok  | Miejscowość       | Konkurencja      | Czas biegu | Strata | Zwyciężczyni          |
| ------- | --------- | ---- | ----------------- | ---------------- | ---------- | ------ | --------------------- |
| 34.     | 14 lutego | 2019 | Åre               | Gigant           | 2:01,97    | +6,75  | Petra Vlhová          |
| DNF1    | 16 lutego | 2019 | Åre               | Slalom           | 1:57,05    | -      | Mikaela Shiffrin      |
| DNQ     | 17 lutego | 2021 | Cortina d’Ampezzo | Zawody drużynowe | -          | -      | Norwegia              |
| 21.     | 18 lutego | 2021 | Cortina d’Ampezzo | Gigant           | 2:30,66    | +4,90  | Lara Gut-Behrami      |
| DNS2    | 20 lutego | 2021 | Cortina d’Ampezzo | Slalom           | 2:30,66    | -      | Katharina Liensberger |

### Mistrzostwa świata juniorów
| Miejsce | Dzień       | Rok  | Miejscowość  | Konkurencja | Czas biegu | Strata | Zwyciężczyni          |
| ------- | ----------- | ---- | ------------ | ----------- | ---------- | ------ | --------------------- |
| 32.     | 30 stycznia | 2018 | Davos        | Gigant      | 1:39,66    | +6,04  | Julia Scheib          |
| 17.     | 31 stycznia | 2018 | Davos        | Slalom      | 1:46,51    | +5,54  | Meta Hrovat           |
| 4.      | 19 lutego   | 2019 | Val di Fassa | Gigant      | 1:54,99    | +1,23  | Alice Robinson        |
| 4.      | 20 lutego   | 2019 | Val di Fassa | Slalom      | 1:47,70    | +1,33  | Meta Hrovat           |
| 17.     | 8 marca     | 2020 | Narwik       | Supergigant | 1:08,10    | +1,97  | Magdalena Egger       |
| 7.      | 9 marca     | 2020 | Narwik       | Kombinacja  | 1:39,23    | +2,09  | Magdalena Egger       |
| 2.      | 11 marca    | 2020 | Narwik       | Gigant      | 2:04,91    | +0,48  | Sara Rask             |
| 7.      | 8 marca     | 2021 | Bansko       | Supergigant | 53,32      | +1,08  | Lena Wechner          |
| 3.      | 9 marca     | 2021 | Bansko       | Gigant      | 1:46,54    | +0,88  | Hanna Aronsson Elfman |
| 7.      | 10 marca    | 2021 | Bansko       | Slalom      | 1:40,24    | +0,63  | Sophie Mathiou        |

### Puchar Świata

#### Miejsca w klasyfikacji generalnej
- sezon 2017/2018: -
- sezon 2018/2019: -
- sezon 2019/2020: -
- sezon 2020/2021: 95.
- sezon 2021/2022: 80.

#### Miejsca na podium w zawodach
Dvornik nie stanęła na podium zawodów PŚ.